# Секретар (птица)
Секретар (лат. Sagittarius serpentarius) је птица грабљивица из реда Accipitriformes и једини је члан рода Sagittarius и породице Sagittariidae. Живи у Африци, јужно од Сахаре. Већину времена проводи на тлу, на отвореним травнатим површинама и саванама. Необичног је изгледа, са веома дугачким ногама.

## Таксономија
Холандски природњак Арноут Восмаер описао је птицу секретара 1769. године на основу живог примерка који је две године раније послао у Холандију са Рта добре наде службеник Холандске источноиндијске компаније. Восмаер је сугерисао да су холандски досељеници ту врсту назвали „стрелац“, јер се сматрало да њен ход подсећа на ход стреличара. Такође је напоменуо да су га фармери који су припитомили птицу у борби против штеточина око својих имања познавали као „секретариус“ и предложио да би реч „секретариус“ могла бити искварена верзија „стрелца“. Ијан Глен са Универзитета слободне државе сугерише да је Восмаеров „стрелац“ погрешно схаваћен или погрешно транскрибован облик речи „секретар“, а не обрнуто.
Године 1779, енглески илустратор Џон Фредерик Милер укључио је обојену плочу птице секретарице у свој Icones animalium et plantarum и сковао биномно име Falco serpentarius. Као најстарије објављено специфично име, serpentarius има приоритет над каснијим научним називима. Француски природњак Јохан Херман је 1783. године доделио ову врсту сопственом роду Sagittarius у свом раду Tabula affinitatum animalium. Генеричко име Sagittarius је латински за „стрелац“, а специфични епитет serpentarius је од латинског serpens што значи „змија“. Друго издање Милерових плоча објављено је 1796. као Cimelia physica, са додатком текста енглеског природњака Џорџа Шоа, који га је назвао Vultur serpentarius. Француски природњак Жорж Кјувије је 1798. године подигао род Serpentarius, а немачки природњак Јохан Карл Вилхелм Илигер (сада синоним) род Gypogeranus од старогрчких речи gyps „лешинар“ и geranos „ждрал“ 1811.
Године 1835. ирски природњак Вилијам Огилби говорио је на састанку Зоолошког друштва у Лондону и предложио три врсте птица секретарица, разликујући оне из Сенегамбије по томе што имају шире перје од оних из Јужне Африке, и извештавајући о различитој врсти са Филипина на основу списа Пјера Сонера у његовом раду Voyage à la Nouvelle-Guinée. Нема других доказа о постојању овог таксона. Упркос великом распону, птица секретарица се сматра монотипском: ниједна подврста није препозната.
Еволуциони однос птице секретарице према другим грабљивцима дуго је збуњивао орнитологе. Врста се обично смештала у сопствену породицу Sagittariidae у оквиру реда Falconiformes. Велика молекуларна филогенетичка студија објављена 2008. године открила је да је птица секретарица била сестра кладе која садржи оспреје из породице Pandionidae, јастребове и орлове из породице Accipitridae. Иста студија је открила да су соколи из реда Falconiformes били само у даљем стродству са другим дневним птицама грабљивицама. Породице Cathartidae, Sagittariidae, Pandionidae и Accipitridae су стога премештене из Falconiformes у васкрсле Accipitriformes. Каснија молекуларна филогенетичка студија објављена 2015. године потврдила је ове везе.
Најранији фосили повезани са породицом су две врсте из рода Pelargopappus. Ове врсте, из олигоцена и миоцена, откривене су у Француској. Стопала у овим фосилима су више као она код Accipitridae; то сугерише да су ове карактеристике примитивна својства унутар породице. Упркос њиховој старости, не сматра се да су ове две врсте преци птице секретарице. Иако је у великој мери конвергентан са модерном птицом секретаром, сматра се да је изумрли род грабљивица Apatosagittarius аципитрид.
Међународна унија орнитолога одредила је „птицу секретар” као званични заједнички назив за ову врсту. Године 1780. француски полиматичар Жорж-Луј Леклерк, гроф де Буфон, сугерисао је да је име секретар изабрано због дугог пера на врху птичјег врата, које подсећа на перо заденуто иза ува древног писара. К. Хилари Фрај са Универзитета Абердин је 1977. године сугерисала да је „секретар“ проистекао из француског secrétaire, што је искривљено арапско صقر الطير  што значи или „јастреб из полупустиње“ или „јастреб који лети“. Глен је одбацио ову етимологију на основу тога што нема доказа да је име дошло преко француског, уместо тога подржавајући Буфонову етимологију; наиме, да реч потиче од холандског secretaris „секретар“, који користе досељеници у Јужној Африци.

## Опис
Секретар је висок 1,3 м, захваљујући својим дугим ногама и врату. Дугачак је 1,4 м, а тежак око 3,3 кг. Распон крила му износи око 2 м. Има дугачак реп. По изгледу, а нарочито у лету, више подсећа на ждрала, него птицу грабљивицу. Сиве је боје, са црним врховима крила, репом и перјем на ногама. Око очију му је гола црвена кожа. Има дугачко перје на позадини главе, које стрши. Оба пола су веома слична, само мужјаци имају дужу кресту на позадини главе и дужи реп.

## Распрострањење
Среће се широм субсахарске Африке, на југу све до Рта добре наде. Такође, његов ареал се протеже од Сенегала на западу до Сомалије на истоку. Насељава травнате површине и саване, где проводи већину времена током дана крећући се по тлу. Одмара се и ноћи на акацијама.

## Исхрана
Храну тражи на тлу. Њу сачињавају инсекти, мали сисари, змије, гуштери, младе птице, јаја. Плен убија тако што трчи за њим и хвата га кљуном или користи ноге за гажење и убијање.